# Newport News
Newport News és una ciutat independent que no pertany a cap comtat, de Virgínia, Estats Units d'Amèrica, de 181.913 habitants segons el cens de l'any 2000 i amb una densitat de 419 habitants per km². Newport News és la 126a ciutat més poblada del país. Es troba a uns 130 quilòmetres per carretera de la capital de Virgínia, Richmond. L'actual alcalde és Joe Frank.

## Ciutats agermanades
Newport News està agermanada amb les següents ciutats:
- Neyagawa, Japó
- Taizhou, República Popular de la Xina
- Greifswald, Alemanya

## Personatges il·lustres
- Ella Fitzgerald (1917 - 1996) cantant de jazzz.